# Deltorhinum
Deltorhinum – rodzaj chrząszczy z rodziny poświętnikowatych i podrodziny Scarabaeinae. Obejmuje siedem opisanych gatunków. Zamieszkują północną część Ameryki Południowej.

## Morfologia
Chrząszcze o owalnym do podługowato-owalnego w zarysie ciele długości od 6,5 do 14 mm. Ubarwienie mają brązowe do czarnego. Głowa ma opatrzony wyraźnym żeberkiem szew czołowo-nadustkowy, a sam nadustek równomiernie zwężony ku odgiętemu dogrzbietowo, pozbawionemu ząbków, acz czasem szeroko wykrojonemu szczytowi. Środkiem wierzchu przedplecza biegnie wyraźna, głęboka bruzda podłużna. Przód przedplecza jest silnie zmodyfikowany; modyfikacje te obejmują m.in. obecność jednego szerokiego lub dwóch wąskich wyrostków płatowatych. Silnie wysklepione pokrywy mają siedem rzędów na dysku oraz rząd dziewiąty z boku, od którego rząd ósmy wyodrębnia się jedynie przy wierzchołku. Patrząc od góry pseudoepipleury nie są widoczne. Odnóża przedniej pary mają ukośnie ścięte na przedzie golenie i silnie uwstecznione, zwykle wcześnie się odłamujące stopy. Odnóża pary środkowej i tylnej cechują się bardzo szerokim w widoku brzusznym wierzchołkiem goleni oraz zredukowanymi stopami o członie pierwszym co najwyżej półtorakrotnie dłuższym niż szerokim. Niezasłonięte pokrywami pygidium ma u nasady wąską, w widoku od tyły szeroko łukowatą lub nieco dwufalistą bruzdę. Genitalia samca mają niezmodyfikowany edeagus, pozbawione chropowatości, haczyków czy ząbków, zwężające się równomiernie ku szczytowi paramery oraz zaopatrzony w skleryty worek wewnętrzny, zwykle ze sklerytem wierzchołkowym tworzącym wodziciel flagellum.

## Rozprzestrzenienie
Przedstawiciele rodzaju zamieszkują krainę neotropikalną, a dokładniej północną część Ameryki Południowej. Najwięcej, bo sześć gatunków, liczy fauna Brazylii. Poza nią owady te znane są z Boliwii, Gujany i Gujany Francuskiej.

## Taksonomia
Takson ten wprowadzony został w 1867 roku przez Edgara von Harolda jako monotypowy, z opisanym w tej samej publikacji na podstawie pojedynczego okazu odłowionego przez Henry’ego Waltera Batesa D. batesi jako jedynym gatunkiem. W 2008 roku Fernando Z. Vaz-de-Mello umieścił go wraz z rodzajami Aphengium, Ateuchus i Sinapisoma w nowym poplemieniu Ateuchina. W 2010 roku François Génier opisał sześć nowych gatunków i dokonał redeskrypcji rodzaju, wyróżniając w nim dwie grupy gatunków: robustum, obejmującą tylko D. robustum i batesi, obejmującą wszystkie pozostałe gatunki. W 2019 roku Santiago Montoya-Molina i Fernando Z. Vaz-de-Mello opisali jeden nowy gatunek, a D. robustum przenieśli do rodzaju Ateuchus.
Do rodzaju tego zalicza się 7 opisanych gatunków:
- Deltorhinum armatum Génier, 2010
- Deltorhinum batesi Harold, 1867
- Deltorhinum bilobatum Génier, 2010
- Deltorhinum genieri Montoya-Molino & Vaz-de-Mello, 2019
- Deltorhinum guyanensis Génier, 2010
- Deltorhinum kempffmercadoi Génier, 2010
- Deltorhinum vazdemelloi Génier, 2010